# Hausen am Andelsbach
Das Dorf Hausen am Andelsbach ist mit 794 Einwohnern zweitgrößter Teilort der Gemeinde Krauchenwies im baden-württembergischen Landkreis Sigmaringen in Deutschland.

## Geographie
Die Ortschaft liegt zwischen 598 und 649 Meter über Normalhöhennull inmitten eines rißeiszeitlichen Tals, das von Süden nach Nordnordwesten vom Andelsbach durchflossen wird.
Die Gesamtfläche der Gemarkung Hausen am Andelsbach beträgt 763 Hektar.

## Geschichte
Der Name Hausen rührt vom althochdeutschen Wort Husin her, das aus der fränkischen Siedlungsperiode um das 7. Jahrhundert herum stammt.
Aus römischer Zeit fanden sich Siedlungsspuren in der Flur „Hirschten“ und „Frauenberg“ auf der Höhe des Südrandes des Ortes. Hier stand laut Angela Vielstich einst ein römischer Gutshof (villa rustica) von dem noch Mauerreste, ein Bodenbelag aus Weißjura-Platten und ein Mühlstein gefunden werden konnten. Beim Signalstein Frauenberg, von wo sich noch in den 30er Jahren des vorigen Jahrhunderts ein weiter Rundblick bot, soll ein Schloss gestanden sein. 1929 war hier etwas Bauschutt zu sehen, doch nichts sicher Römisches. Die früher sehr bedeutenden Sandsteinbrüche südlich vom Ort sollen schon von den Römern ausgebeutet worden sein.
Erstmals wird Hausen am Andelspach im Jahre 1220 in einem Bericht der Grafschaft Pfullendorf an Kaiser Friedrich II. über die Veräußerung von Königsbesitzungen im Linzgau urkundlich erwähnt.
Im Jahr 1399 kam die Grafschaft Sigmaringen als Pfand an die Grafen von Werdenberg. Bei diesem Besitzerwechsel wird unter anderem Hausen am Andelsbach genannt.
Am 10. September 1429 wurde die Pfarrei Bittelschieß in die Pfarrei Hausen am Andelsbach als „Filial“ eingegliedert.
Das Kloster Wald trat in den Jahren 1660 und 1701 insgesamt acht Höfe in Hausen am Andelsbach, Krauchenwies und Rengetsweiler an den Fürsten von Hohenzollern-Sigmaringen ab.
Hausen am Andelsbach gehörte zum hohenzollerischen Oberamt Sigmaringen.
Zwischen 1963 und 1971 erfolgte eine Flurbereinigung.
Am 1. März 1947 gründeten die ehemaligen BMW-Angestellten Ernst Loof, Lorenz Dietrich, Werner Miehte und der Motorrad-Fahrer Schorsch Meier in Hausen am Andelsbach die Renn- und Sportwagen-Marke Veritas. In der kleinen Fabrik in Hausen wurden die ersten deutschen Renn- und Sportwagen der Nachkriegszeit zusammengebaut. Die expandierende Firma zog aber bereits im März 1948 nach Meßkirch in die Baracken des früheren Reichsarbeitsdienstlagers.
Am 1. Januar 1975 wurde Hausen am Andelsbach zusammen mit Ablach nach Krauchenwies eingemeindet.

## Religionen
Die katholische Pfarrgemeinde St. Odilia mit der Filialkirche St. Kilian in Bittelschieß und der Kapelle St. Georg in Ettisweiler gehört über die Seelsorgeeinheit Krauchenwies-Rulfingen zum Dekanat Sigmaringen-Meßkirch im Erzbistum Freiburg.

## Politik

### Ehemalige Bürgermeister
- Jakob Jäger (FWV)

### Ortsvorsteher
Derzeitiger Ortsvorsteher (2014) ist Helmut Seeger.

### Gemeinderat und Ortschaftsrat
Weitere drei Personen sind Mitglieder des Gemeinderats in Krauchenwies.
Der Teilort Hausen verfügt über einen eigenen Ortschaftsrat, der CDU dominiert ist.

### Wappen
Das Ortswappen von Hausen am Andelsbach zeigt unter goldenem, mit drei grünen Lindenblättern belegtem Schildhaupt in Rot einen stehenden goldenen Hirsch. Die drei Lindenblätter weisen auf die drei für das Dorfbild charakteristischen Linden auf dem Dorfplatz. Der Hirsch ist das Wappen der Grafschaft Sigmaringen, zu der Hausen, soweit sich feststellen lässt, stets gehörte.
Vorschlag des Staatsarchivs Sigmaringen vom Jahre 1948, erneuert 1953. Verleihung am 20. Dezember 1954 durch die Landesregierung (IM. Nr. IV 31/31 a Hausen/2 vom 5. Januar 1955). Verleihung der Flaggenfarben Grün-Gelb am 5. November 1957 durch das Innenministerium (Nr. IV 31/31a Hausen a. A./3).

## Kultur und Sehenswürdigkeiten

### Bauwerke
- Hausen am Andelsbach ist geprägt von der schönen Kirche St. Ottilien (auch Odilienkirche) mit ihrem mächtigen Glockenturm aus dem 15. Jahrhundert mit Treppengiebel – am Ausläufer des Freuenbergs gelegen. Die Kirche wurde um 1400 erbaut, 1853 wieder abgebrochen und von 1853 bis 1855 in ihrer heutigen Form neu erbaut. Nachdem die Kirche mehrmals renoviert wurde, war für das Jahr 2000 eine erneute Renovation vorgesehen. Der weithin sichtbare Kirchturm besteht in seiner Form seit 1400 und ist damit das älteste Bauwerk Hausens. 1763 fertigte Johann Georg Aichgasser für die Kirche eine Orgel an. Diese ist jedoch nicht mehr erhalten. Ausgestattet ist sie mit einem prachtvollen Renaissance-Kruzifix und einer gotischen Pieta von 1420.
- Das erste Schulhaus wurde 1811 erbaut und 1840 erweitert. 1885 wurde ein neues Schul- und Rathaus gebaut und das alte abgerissen.

## Wirtschaft und Infrastruktur
In Hausen am Andelsbach befand sich die Cellulosefabrik des Besitzers J. Krämer (gebaut ca. 1891 bis 1899) und der Sportwagenhersteller Veritas, auf dem Betriebsgelände der früheren Rüstungsfirma Weimper.

## Persönlichkeiten

### Ehrenbürger
- Clemens Moser (* 1. September 1885 in Hausen am Andelsbach; † 4. November 1956 in Sigmaringen), preußischer Politiker (Zentrum, CDU). Ihm wurde 1950 die Ehrenbürgerwürde von Hausen am Andelsbach verliehen.[9]
- Josef Mühlebach (* 2. Juli 1902 in Hausen am Andelsbach; † 7. Januar 1985 in Sigmaringen), Landesverwaltungsrat, Dorflehrer und Heimatforscher. Ihm wurde am 4. November 1970  das Ehrenbürgerrecht verliehen.[10]

### Söhne und Töchter des Ortes
- Lorenz Menz (* 3. August 1935 in Hausen am Andelsbach), Jurist und Politiker
- Egon Menz (* 24. Mai 1939; † 27. März 1999), Professor und Dramatiker